# Le Chambon-sur-Lignon

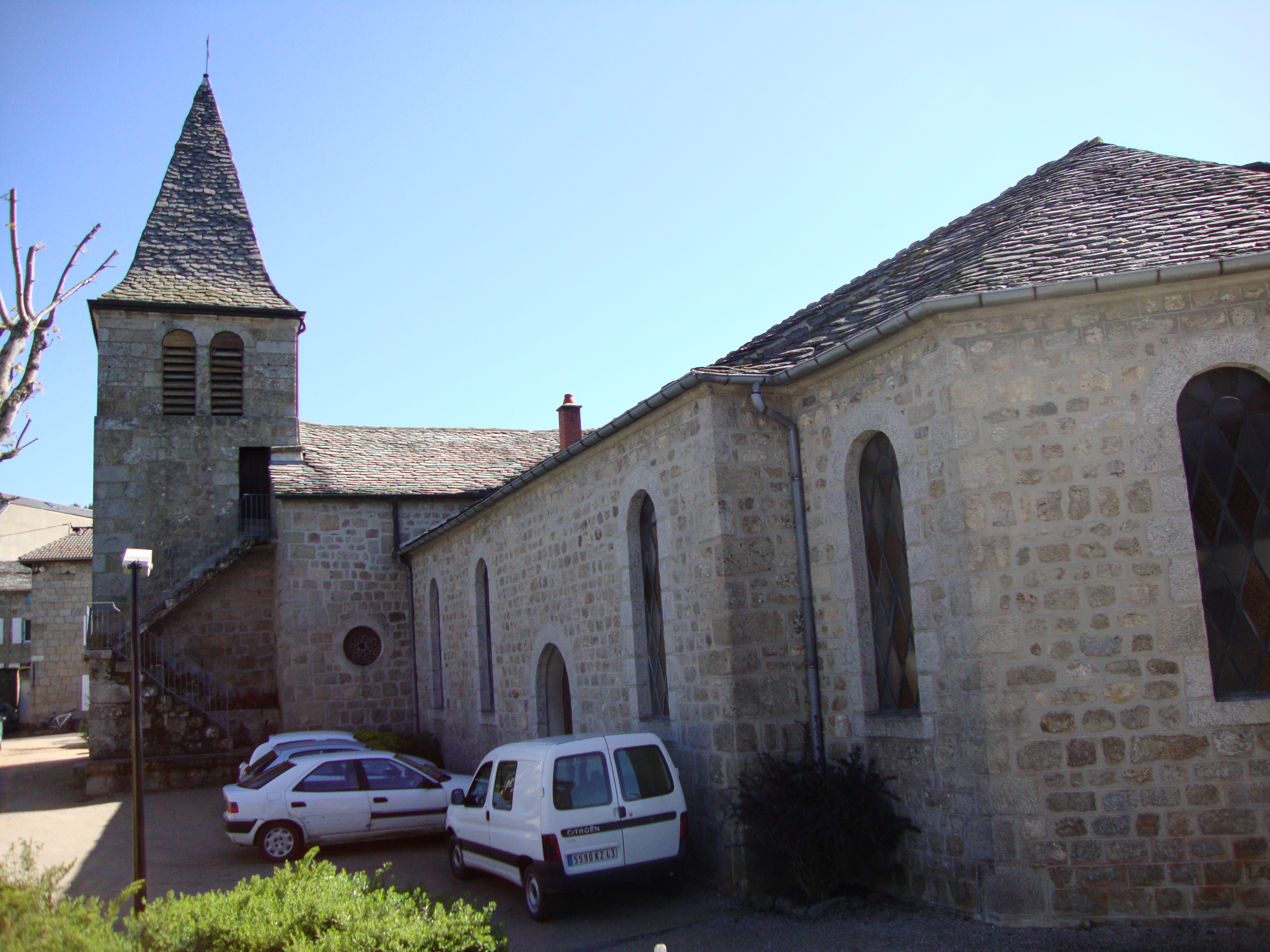
Kyrkan

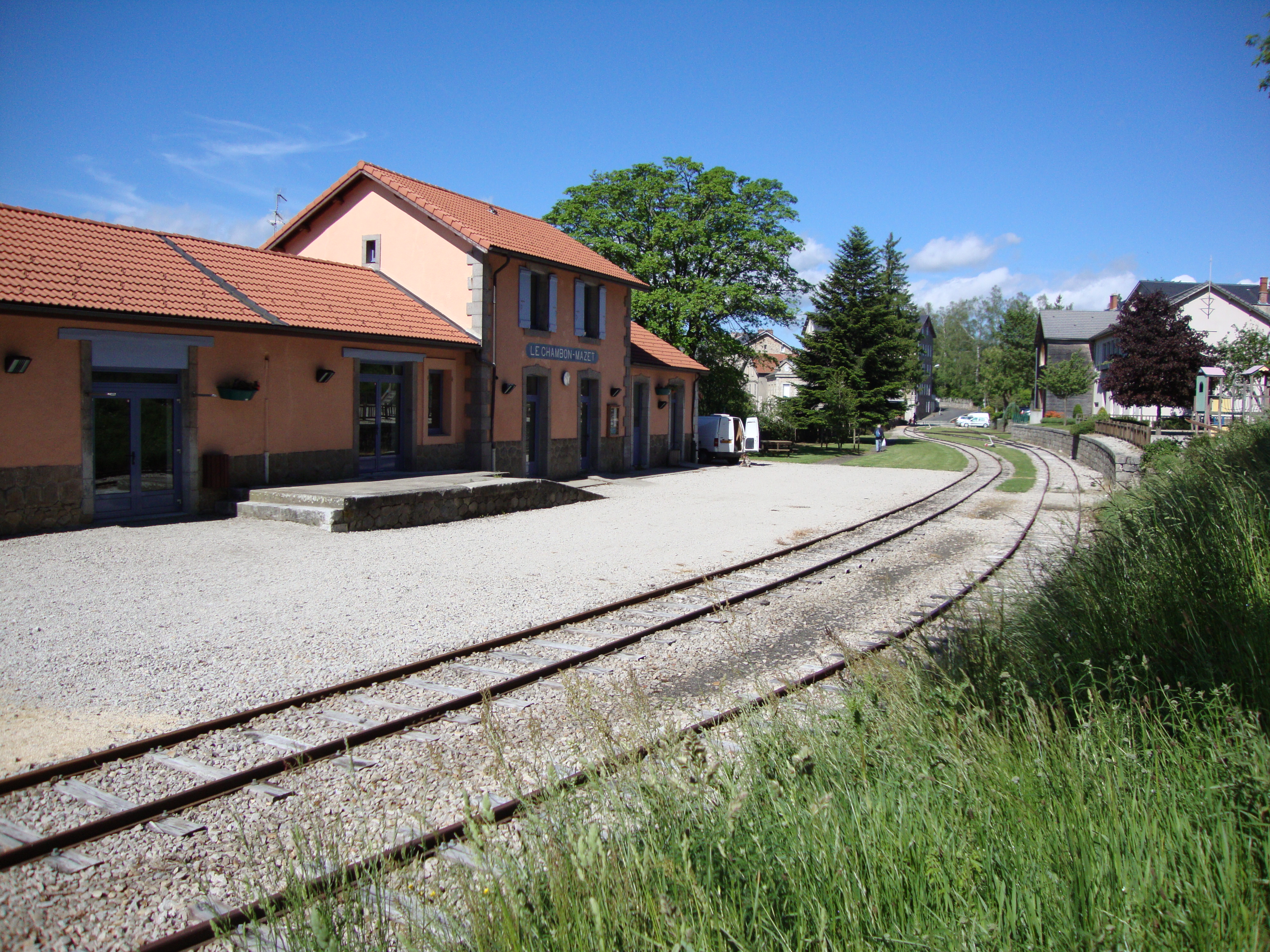
Järnvägsstationen Chambon-Mazet

Le Chambon-sur-Lignon är en kommun i departementet Haute-Loire i regionen Auvergne-Rhône-Alpes i centrala Frankrike. Kommunen ligger i kantonen Tence som tillhör arrondissementet Yssingeaux. År 2022 hade Le Chambon-sur-Lignon 2 451 invånare.

## Räddning av judar under Vichyregimen
Under andra världskriget arbetade befolkningen i Chambon-sur-Lignon framgångsrikt med att rädda judar och andra förföljda undan Vichyregimens och Nazi-Tysklands deporteringar till utrotningsläger i Polen.
Hur många som räddades till livet är ej fastställt, en låg beräkning är 800, men avsevärt högre tal har också angivits. Under tiden fram till det att Schweiz stängde sin gräns för judiska flyktingar i augusti 1942 blev det en genomgångsstation för flyktingar. Många fick permanent skydd av befolkningen, och få av de gömda, kanske bara några tiotal togs av fransk, och senare tysk polis. En så gott som enbart protestantisk befolkning med en tradition av motstånd mot myndigheterna bidrog till att denna asyl kunde upprätthållas, liksom ledande lokala personer som pastorn och borgmästaren Charles Guillon (1883–1963) och prästerna André Trocmé (1905–71) och Édouard Theis (1889–1984).
Bland de personer som fick en tillflykt i Chambon-sur-Lignon märks matematikern Alexander Grothendieck, författaren André Chouraqui (1917-2007), historikern Léon Poliakov och filmaren Pierre Sauvage (född 1944).
För sina räddningsinsatser tilldelades kommunen 1990 som en av två i Europa - den andra var byn Nieuwlande i Nederländerna - kollektivt utmärkelsen Rättfärdig bland folken av israeliska Yad Vashem.
Ett museum invigdes 2013.

## Befolkningsutveckling
Antalet invånare i kommunen Le Chambon-sur-Lignon
| Referens: INSEE |

## Media
- Weapons of the Spirit, dokumentärfilm av Pierre Sauvage, 1989.